# Fluor-Uvit
Das Mineral Fluor-Uvit ist ein häufiges Ringsilikat aus der Turmalingruppe mit der idealisierten chemischen Zusammensetzung CaMg3(Al5Mg)(Si6O18)(BO3)3(OH)3F.
Fluor-Uvit kristallisiert mit trigonaler Symmetrie und bildet meist schwach gefärbte, grünlich-bräunliche Kristalle von wenigen Millimetern bis Zentimetern Größe. Die Kristalle sind je nach Fundort prismatisch, mit deutlicher Streifung auf den Prismenflächen in Längsrichtung, oder isometrisch pyramidal und können sehr flächenreich sein. Anhand äußerer Kennzeichen ist Fluor-Uvit nicht von ähnlich gefärbten, anderen Mineralen der Turmalingruppe zu unterscheiden. Wenn gefärbt, zeigt Fluor-Uvit einen Pleochroismus von farblos oder gelblich-braun nach intensiv gelb-braun oder grün. Wie alle Minerale der Turmalingruppe ist Fluor-Uvit pyroelektrisch und piezoelektrisch.
Fluor-Uvit ist der typische Turmalin in Skarnen und anderen kontaktmetamorphen, magnesiumreichen Gesteinen und weltweit verbreitet. Bei den meisten als Uvit bezeichneten Turmalinen handelt es sich um Fluor-Uvit. Die Typlokalität sind Flusssedimente in der Provinz Uva (Sri Lanka).

## Etymologie und Geschichte
Die ersten Turmaline, die als eigenständiges Mineral erkannt wurden, brachten Anfang des 18. Jahrhunderts holländische Edelsteinhändler von Ceylon nach Europa. Chemische Analysen folgten gegen Ende des Jahrhunderts. So bestimmte der Louis-Nicolas Vauquelin, Professor für Chemie und Dokimasie in Paris, 1798  die Zusammensetzung eines grünen Turmalins aus Ceylon und zeigte, dass es sich um calciumreichen Turmalin handelte. Nahezu eisenfreie Calcium-Magnesium-Turmaline aus den bekannten Mineralfundstellen De Kalb, Gouverneur (New York) und Hamburgh (New Jersey) analysierte Robert Baird Riggs vom United States Geological Survey knapp 90 Jahre später. Sie wiesen die höchsten Fluorgehalte all seiner Analysen auf.

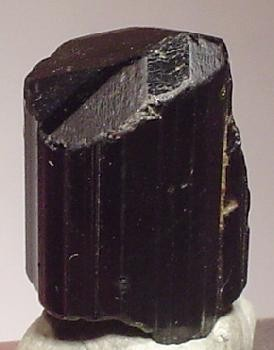
Fluor-Uvite aus Gouverneur, St Lawrence County, New York

Im 19. Jahrhundert wurden neben chemischen Analysen auch zahlreiche Untersuchungen zur Morphologie der Turmaline veröffentlicht. V. von Worobieff fasste im Jahr 1900 viele davon zusammen und ergänzte genaue Beschreibungen der komplexen Kristallform einiger brauner Turmaline aus der Provinz Uva auf Ceylon. Er dokumentierte Flächen von insgesamt rund 100 verschiedenen Formen und an einem Kristall mit besonders komplexer Kristallform allein 56. Die Definition des Minerals Uvit sollte sich aber noch über 100 Jahre hinziehen.
Den Namen Uvit prägte Wilhelm Kunitz 1930 an der Universität Halle-Wittenberg. Er untersuchte die Mischkristallreihen der Turmaline. Für die Beschreibung calciumreicher Dravite führte er das hypothetische Calcium-Analog von Dravit (H8Ca2Mg8Al10Si12B6O22) mit dem Namen Uvit ein. Den Namen wählte er nach der Provinz Uva (Sri Lanka), der ersten bekannten Herkunft von Calcium-Magnesium-Turmalinen.
Die zahlreichen Analysen calciumreicher Turmaline wurden weitere 47 Jahre ignoriert, bis Pete J. Dunn und Mitarbeiter vom Department of Mineral Sciences der Smithsonian Institution in Washington, D.C. erneut eine systematische Untersuchung der Calcium-Magnesium-reichen Turmaline verschiedener Vorkommen vornahmen und Uvit als Mineral mit der Zusammensetzung CaMg3(Al5Mg)B3Si6O27(OH,F)4 von der International Mineralogical Association (IMA) anerkennen ließen. Die vom Kunitz untersuchten Proben waren verloren gegangen und so wählten sie einen neuen, gut untersuchten Uvit-Einkristall aus Sri Lanka als Neotyp.

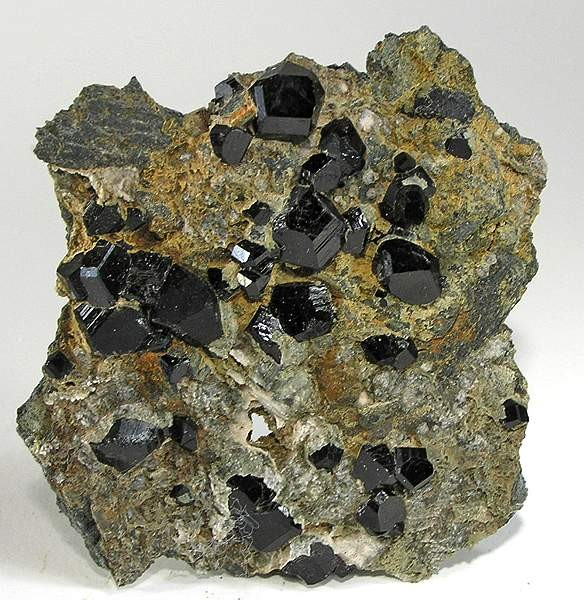
Schwarze uvitische Turmaline (7,4 × 6,3 × 1,2 cm) von der Power's Farm, Pierrepont, St Lawrence County, New York

Anders als die Endgliedzusammensetzung von Kunitz erlaubt die von Dunn für Uvit vorgeschlagene Formel sowohl Hydroxidionen (OH) wie auch Fluor (F) als Anion und der Uvit aus Sri Lanka sowie die von Dunn untersuchten Uvite aus Franklin (New York) waren sehr reich an Fluor. Ende der 1990er Jahre wurde die Nomenklatur der Turmaline überarbeitet und die Besetzung der W-Anionenposition mit F, (OH) und O wurde zu einem der drei Hauptkriterien zur Benennung von Mineralen der Turmalingruppe. Uvit wurde 2010 mit einem neuen Typmaterial aus Brasilien als Name für OH-reiche Ca-Mg-Turmaline gewählt. Für das F-betonte Typmaterial aus Ceylon und Franklin (New Jersey) wurde 2011 der Name Fluor-Uvit eingeführt.

## Klassifikation
In der strukturellen Klassifikation der International Mineralogical Association (IMA) gehört Fluor-Uvit zusammen mit Uvit und Feruvit zur Untergruppe 1 der Calcium-Gruppe in der Turmalinobergruppe.
Da Fluor-Uvit erst 2011 als eigenständiges Mineral anerkannt wurde, ist er in der seit 1977 veralteten 8. Auflage der Mineralsystematik nach Strunz noch nicht verzeichnet. Einzig im Lapis-Mineralienverzeichnis nach Stefan Weiß, das sich aus Rücksicht auf private Sammler und institutionelle Sammlungen noch an dieser alten Form der Systematik von Karl Hugo Strunz orientiert, erhielt das Mineral die System- und Mineral-Nr. VIII/E.19-88. In der „Lapis-Systematik“ entspricht dies der Abteilung „Ringsilikate“, wo Fluor-Uvit zusammen mit Adachiit, Bosiit, Chromdravit (heute Chrom-Dravit), Chromo-Aluminopovondrait (heute Chromo-Alumino-Povondrait), Darrellhenryit, Dravit, Elbait, Feruvit, Fluor-Buergerit (ehemals Buergerit), Fluor-Dravit, Fluor-Elbait, Fluor-Liddicoatit (ehemals Liddicoatit), Fluor-Schörl, Fluor-Tsilaisit, Foitit, Lucchesiit, Luinait-(OH) (heute diskreditiert), Magnesiofoitit, Maruyamait, Olenit, Oxy-Chromdravit (heute Oxy-Chrom-Dravit), Oxy-Dravit, Oxy-Foitit, Oxy-Schörl, Oxy-Vanadiumdravit (heute Oxy-Vanadium-Dravit), Povondrait, Rossmanit, Schörl, Tsilaisit, Uvit, Vanadio-Oxy-Chromdravit (heute Vanadio-Oxy-Chrom-Dravit) und Vanadio-Oxy-Dravit die „Turmalin-Gruppe“ bildet (Stand 2018).
Auch die seit 2001 gültige und von der International Mineralogical Association (IMA) bis 2009 aktualisierte 9. Auflage der Strunz’schen Mineralsystematik kennt den Fluor-Uvit nicht. Es wäre hier entsprechend seiner Zusammensetzung in der Unterabteilung „[Si6O18]12−-Sechser-Einfachringe mit inselartigen, komplexen Anionen“ zu finden, wo es zusammen mit Chrom-Dravit, Dravit, Elbait, Feruvit, Fluor-Buergerit, Liddicoatit, Magnesiofoitit, Olenit, Povondrait, Rossmanit, Schörl, Uvit und Vanadium-Dravit die „Turmalingruppe“ mit der System-Nr. 9.CK.05 bilden würde.
Die vorwiegend im englischen Sprachraum gebräuchliche Systematik der Minerale nach Dana ordnet den Fluor-Uvit ebenfalls in die Klasse der „Silikate und Germanate“ und dort in die Abteilung der „Ringsilikate: Sechserringe“ ein. Hier ist er als Uvit zusammen mit Liddicoatit, Hydroxyuvit (heute Uvit) und Feruvit in der „Liddicoatit-Untergruppe“ mit der System-Nr. 61.03b.01 innerhalb der Unterabteilung „Systematik der Minerale nach Dana/Silikate#61.03b Ringsilikate: Sechserringe mit Boratgruppen (Calciumhaltige Turmalin-Untergruppe)“ zu finden.

## Chemismus
Fluor-Uvit ist das F−- Analog von Uvit und hat die idealisierte Zusammensetzung [X]Ca[Y]Mg2+3[Z](Mg2+Al5)([T]Si6O18)(BO3)3[V](OH)3[W]F, wobei [X], [Y], [Z], [T], [V] und [W] die Positionen in der Turmalinstruktur sind.
Fluor-Uvit bildet Mischungsreihen mit Uvit, Fluor-Dravit und Magnesio-Lucchesiit, entsprechend der Austauschreaktionen:
- [X]Ca2+ + [Z]Mg2+ = [X]Na+ + [Z]Al3+ (Fluor-Dravit)[11][3][18]
- [W]F− = [W](OH)− (Uvit)
- 3[Y]Mg2+ + [Z]Mg2+ = [Y](Li+2Al3+) + [Z]Al3+ (Fluor-Liddicoatit)
- [Z]Mg2+ + [W]F− = [Z]Al3+ + [W]O2−(Magnesio-Lucchesiit)[19]

## Kristallstruktur
Fluor-Uvit kristallisiert mit trigonaler Symmetrie in der Raumgruppe R3m (Raumgruppen-Nr. 160) mit 3 Formeleinheiten pro Elementarzelle. Die Gitterparameter eines fast reinen Fluor-Uvit a = 15,949(1) Å, c = 7,188(2) Å.
Die Struktur ist die von Turmalin. Calcium (Ca2+) wird auf der von neu Sauerstoffen umgebenen [X]-Position eingebaut und Silicium (Si4+) besetzt die tetraedrisch von 4 Sauerstoffionen umgebene T-Position. Magnesium (Mg2+) und Aluminium (Al3+) verteilen sich relativ gleichmäßig auf die oktaedrisch koordinierten [Y]- und [Z]-Positionen. Die Anionenpositionen [W] ist mit Fluor belegt.

## Eigenschaften

### Farbe
Reiner Fluor-Uvit ist farblos, kann aber durch die gleichen Mechanismen wie Dravit verschiedene Farben annehmen. Eisen (Fe2+)-Titan (Ti4+)-Wechselwirkung verursacht die häufige braune Farbe und in sehr geringer Konzentration eine gelbe Färbung. Einbau von Vanadium (V3+) oder Chrom (Cr3+) bewirkt eine intensive grüne Farbe und Fe2+-Fe3+-Wechselwirkungen schließlich färben Turmaline dunkelblau bis schwarz.

## Bildung und Fundorte

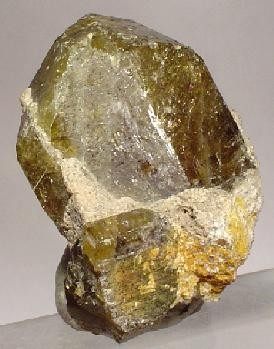
Fluor-Uvit aus De Kalb, De Kalb Township, St Lawrence County, New York

Uvitische Turmaline sind typisch für Skarne und kontaktmetamorphe ultrabasische Gesteine und weltweit recht verbreitet. Gängige Begleitminerale sind Calcit, Dolomit, Epidot, Tremolit, Apatit, Skapolith und Magnesit.
Typlokalitäten sind die Flusssedimente in der Provinz Uva auf Sri Lanka und die Marmore bei Franklin im Franklin Minenbezirk im Sussex County (New Jersey), USA.

## Verwendung
Wie die anderen Minerale der Turmalingruppe wird auch Fluor-Uvit bei entsprechender Qualität in Bezug auf Reinheit, Transparenz und Farbe als Schmuckstein in facettierter Form verwendet.